# فرودگاه شهری جونزبورو
فرودگاه شهری جونزبورو (به انگلیسی: Jonesboro Municipal Airport) یک فرودگاه همگانی بهره‌برداری هوایی با کد یاتا JBR است که یک باند فرود آسفالت دارد و طول باند آن ۱۸۹۰ متر است. این فرودگاه در شهر جونزبورو، آرکنسا کشور ایالات متحده آمریکا قرار دارد و در ارتفاع ۸۰ متری از سطح دریا واقع شده‌است.